# Muzeul Alsacian din Strasbourg

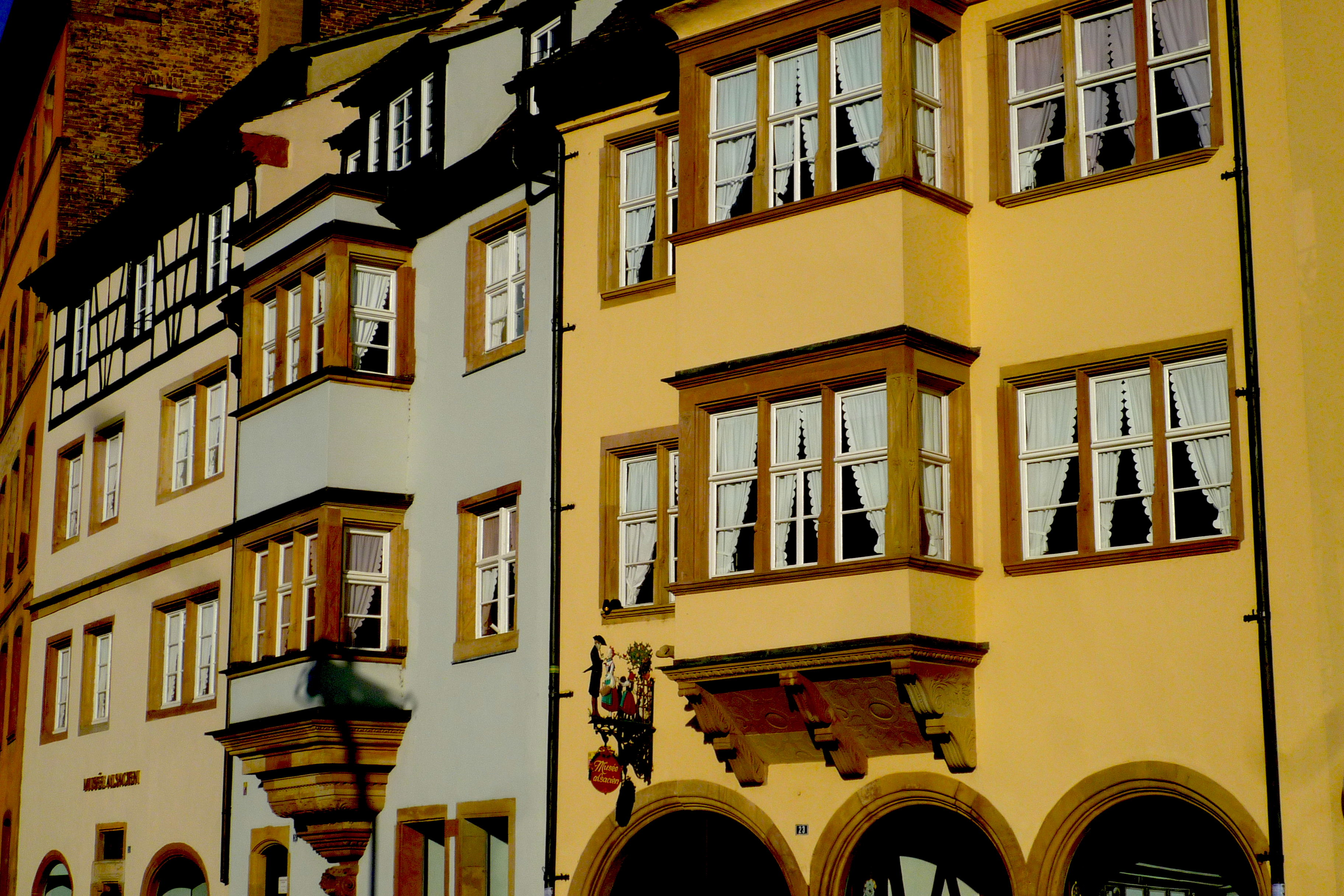
Muzeul Alsacian din Strasbourg

Muzeul Alsacian din Strasbourg este un muzeu de arte si tradiții populare care prezintă mărturiile vieții alsaciene tradiționale din secolele XVIII și XIX : costume, habitat, mobilier, olărie, jucării, artizanat, reconstrucții ale interioarelor alsaciene și ale atelierelor de meșteșugari.

## Vezi și
- Alsacia